# Bollywood, The Greatest Love Story Ever Told

Bollywood, The Greatest Love Story Ever Told ou Bollywood, la plus belle histoire d'amour jamais contée est un film documentaire de Rakeysh Omprakash Mehra et Jeff Zimbalist, sorti en 2011,.

## Fiche technique
- Titre français : Bollywood, la plus belle histoire d'amour jamais contée
- Titre original : Bollywood, The Greatest Love Story Ever Told
- Réalisation : Rakeysh Omprakash Mehra, Jeff Zimbalist
- Scénario : Sabrina Dhawan, Rakeysh Omprakash Mehra
- Direction artistique : Mayur Sharma
- Son : K.J. Singh
- Photographie : Tapan Basu, Ashok Mehta
- Montage : Jeff Zimbalist
- Production : Shekhar Kapur, Ronnie Screwvala, Trishya Screwvala
- Sociétés de production : UTV Motion Pictures
- Sociétés de distribution : MFA Filmdistribution, UTV Motion Pictures
- Société d'effets spéciaux : Prime Focus
- Pays d'origine :  Inde
- Langues : Hindi, anglais
- Genre : Documentaire
- Durée : 81 minutes (1 h 21)
- Dates de sorties en salles :
- France 14 mai 2011 (Festival de Cannes), 5 octobre 2011 (Festival Lumière)